# رژیم آتش‌سوزی
رژیم آتش‌سوزی، الگوی آتش‌سوزی به الگو، بسامد و شدت آتش‌سوزی‌های طبیعی مانند آتش‌سوزی جنگل و بوته‌زارها در یک منطقه طی دوره‌های زمانی طولانی اطلاق می‌شود. این مفهوم بخشی اساسی از بوم‌شناسی آتش است و در نوسازی طبیعی برخی از انواع بوم‌سازگان‌ها (اکوسیستم‌ها) نقش دارد. الگوی آتش‌سوزی، الگوهای زمانی و مکانی و اثرات زیست‌محیطی آتش در چشم‌انداز را توصیف می‌کند و رویکردی یکپارچه برای شناسایی تأثیرات آتش‌سوزی در سطح بوم‌سازگان یا چشم‌انداز ارائه می‌دهد. اگر آتش‌سوزی‌ها بیش از حد مکرر باشند، گیاهان ممکن است پیش از رسیدن به بلوغ یا پیش از آن‌که بذر کافی برای بازیابی جمعیت تولید کنند، از بین بروند. از سوی دیگر، اگر آتش‌سوزی‌ها بیش از حد نادر باشند، گیاهان ممکن است به بلوغ برسند، پیر شوند و بمیرند، بی‌آن‌که هرگز بذر خود را آزاد کرده باشند.
رژیم‌های آتش‌سوزی می‌توانند با تغییرات مکانی و زمانی در توپوگرافی، آب و هوا و سوخت تغییر کنند. درک رژیم آتش‌سوزی تاریخی برای فهم و پیش‌بینی تغییرات آینده رژیم آتش و تعاملات بین آتش و اقلیم‌ها اهمیت دارد

## ویژگی‌ها

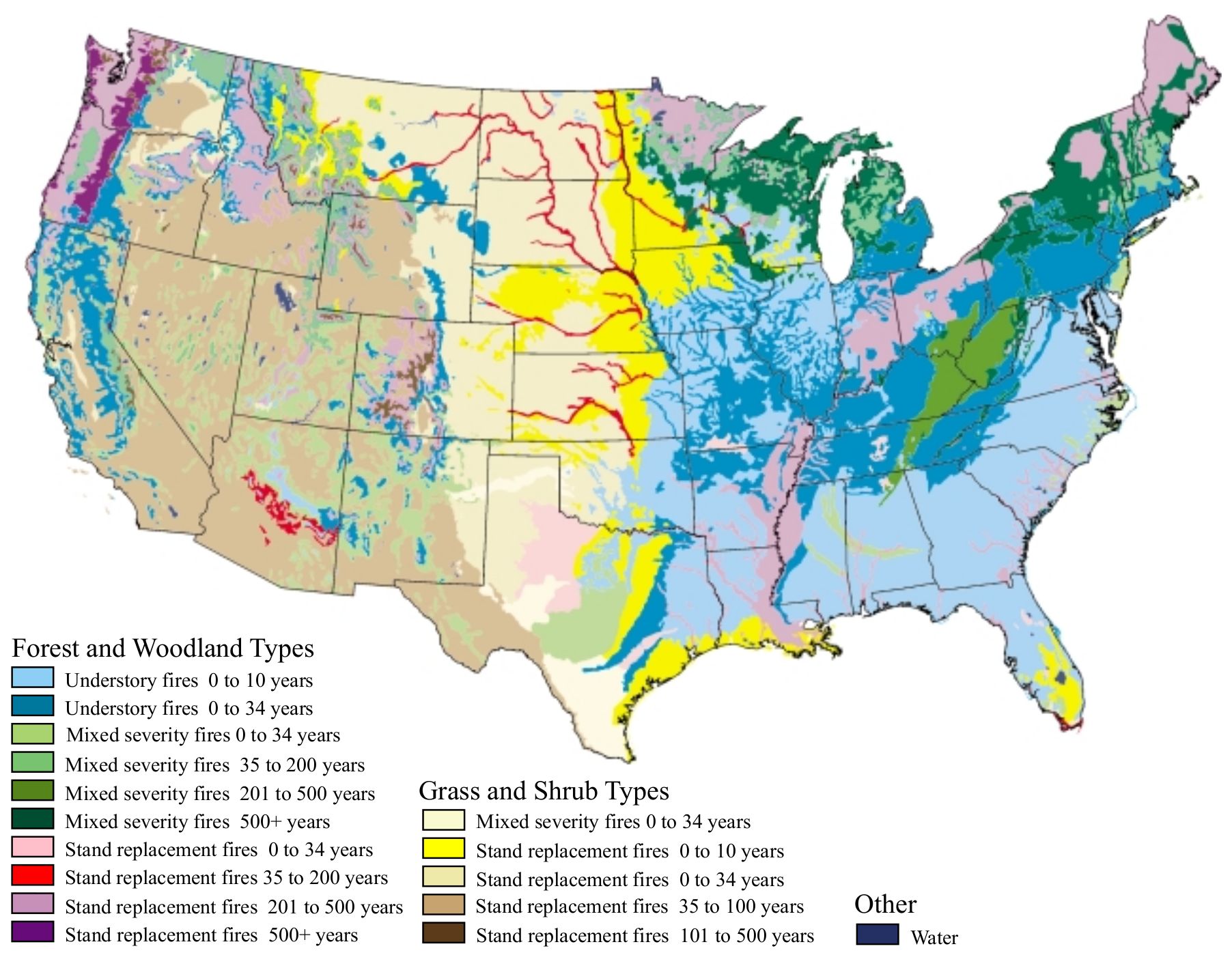
طبقه‌بندی رژیم آتش‌سوزی بر اساس نوع اکوسیستم. شدت و فراوانی آتش‌سوزی با نوع پوشش گیاهی مرتبط است.

الگوهای آتش‌سوزی با عوامل گوناگونی مشخص می‌شوند، از جمله ترکیب پوشش گیاهی، ساختار سوخت (مواد قابل اشتعال)، الگوهای اقلیم و هوا، و توپوگرافی. از آن‌جا که الگوهای آتش‌سوزی به‌شدت به چشم‌انداز و بوم‌سازگانی که در آن رخ می‌دهند وابسته‌اند، هیچ نظام طبقه‌بندی استانداردی برای آن‌ها وجود ندارد. با این حال، ویژگی‌هایی مانند موارد زیر معمولاً برای توصیف کلی الگوهای آتش‌سوزی به کار می‌روند:
- ترکیب و ساختار پوشش گیاهی
- نوع و مقدار مواد سوختی (قابل اشتعال)
- شرایط اقلیمی و آب‌وهوایی
- شکل زمین و میزان شیب و جهت آن

عوامل دیگری مانند مراحل توالی بوم‌شناختی پس از وقوع اختلال، و نوع مدیریت‌های پیشین بر چشم‌انداز نیز می‌توانند برای توصیف ویژگی‌های یک الگوی آتش‌سوزی به کار روند.
اقلیم به‌طور مستقیم بر بسامد، اندازه و شدت آتش‌سوزی‌ها اثر می‌گذارد و همچنین بر ساختار و ترکیب پوشش گیاهی تأثیر دارد.
الگوهای آتش‌سوزی همچنین از توپوگرافی، جهت شیب زمین، مدیریت زمین و منابع آتش‌زا (چه انسانی و چه صاعقه) تأثیر می‌پذیرند.
جانوران نیز یکی دیگر از عوامل مؤثر در تغییر الگوی آتش‌سوزی هستند؛ زیرا می‌توانند بر عوامل کنترل‌کننده آتش مانند مقدار، ساختار یا وضعیت سوخت اثر بگذارند.

## مقیاس‌های مکانی و زمانی
رژیم‌های آتش‌سوزی می‌توانند با تنوع گسترده‌ای از مقیاس‌های فضایی و زمانی مشخص شوند که می‌تواند از مقیاس‌های خاص محل تا مقیاس‌های منطقه‌ای و از چند سال تا هزاران سال متغیر باشد. درک تغییرپذیری رژیم آتش در این مقیاس‌ها برای فهم بهتر رژیم‌های آتش و دستیابی به اهداف حفاظت یا مدیریت بسیار حائز اهمیت است. لازم است تمایزی بین «تاریخچه آتش» و «رژیم‌های آتش تاریخی» قائل شد. تاریخچه آتش یک اصطلاح عمومی‌تر است که فراوانی آتش‌ها را در یک چشم‌انداز اندازه‌گیری می‌کند. ممکن است همیشه امکان توصیف نوع یا شدت این رویدادهای آتش‌سوزی گذشته براساس در دسترس بودن داده‌ها وجود نداشته باشد. رژیم‌های آتش تاریخی ویژگی‌های آتش‌ها در یک چشم‌انداز و رابطه و تعاملات بین ساختار و فرآیندهای اکوسیستم را توصیف می‌کنند.

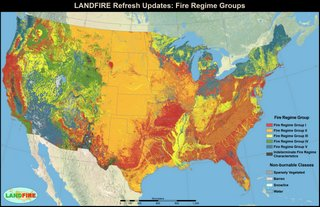
LANDFIRE (ابزارهای برنامه‌ریزی آتش‌سوزی منظر و مدیریت منابع)، یک برنامه مشترک بین وزارت کشاورزی ایالات متحده و وزارت کشور است که داده‌های مکانی در مورد ویژگی‌های رژیم آتش‌سوزی مانند پوشش گیاهی، زیستگاه، منابع/مخازن کربن، آتش‌سوزی و غیره را ارائه می‌دهد. این داده‌ها برای کمک به نقشه‌برداری از رویدادهای آتش‌سوزی و بررسی اثرات رژیم آتش‌سوزی در مقیاس وسیع استفاده می‌شوند.

## نقشه‌برداری
تاریخچه آتش‌سوزی‌های اخیر می‌تواند بر روی نقشه‌ها و اطلس‌های آتش ثبت شود، که اغلب از روش سنجش از دور استفاده می‌شود. پایگاه داده ملی آتش‌سوزی کانادا از سال ۱۹۸۰، سوابق رویدادهای بزرگ آتش‌سوزی را نگهداری می‌کند و اولین پایگاه داده ملی از نوع خود است. این پایگاه شامل نقاط مکانی همه آتش‌سوزی‌های بزرگ‌تر از ۲۰۰ هکتار از سال ۱۹۵۹ تا ۱۹۹۹ است. ایالات متحده دارای پروژه «نظارت بر روند شدت سوختگی» (MTBS) است که از داده‌های ماهواره‌ای برای نقشه‌برداری از آتش‌سوزی‌ها از سال ۱۹۸۴ به بعد استفاده می‌کند. MTBS شدت آتش را در مناطق سوخته‌شده نقشه‌برداری کرده و استانداردی برای مرزها و شدت آتش‌سوزی‌ها در تمام آتش‌ها در ایالات متحده ارائه می‌دهد. کاربردهای پروژه‌هایی از این دست در مدل‌سازی تعاملات بین آتش، آب‌وهوا و پوشش گیاهی استفاده می‌شود.